# Existentiellt sluten
Inom modellteorin sägs en modell M för en teori T vara existentiellt sluten om för varje formel {\displaystyle \phi (x)} med parametrar i M sådan att det finns N så att {\displaystyle N\supseteq M} och {\displaystyle N\models \exists x\phi (x)} så gäller {\displaystyle M\models \exists x\phi (x)}.
Exempel
1. Algebraiskt slutna kroppar är existentiellt slutna, enligt Chevalleys sats och Hilberts nollställesats.
2. Z, ringen av heltal, är existentiellt sluten

En teori vars modeller alltid är existentiellt slutna sägs vara modellfullständig.